# 船尾座QU
船尾座QU，又名CD-42 3610，HD 64365、SAO 219076、HR 3078，是船尾座的一颗恒星，视星等为6.04，位于銀經257.32，銀緯-8.1，其B1900.0坐标为赤經7h 48m 22.7s，赤緯-42° -8.1′ 52″。